# Acidiella pachypogon
Acidiella pachypogon är en tvåvingeart som först beskrevs av Ito 1984.  Acidiella pachypogon ingår i släktet Acidiella och familjen borrflugor. Inga underarter finns listade i Catalogue of Life.